# Sadegh Mobayen
Sadegh Mobayen (o Mobaven) ( 1919 - ) es un botánico iraní, que trabajó académicamente como profesor del Departamento de Biología, Facultad de Ciencias, Universidad de Teherán.

## Algunas publicaciones

### Libros
- Flora of Iran. Publicación de la Universidad de Teherán

- La abreviatura «Mobayen» se emplea para indicar a Sadegh Mobayen como autoridad en la descripción y clasificación científica de los vegetales.[1]